# 關於政治解決烏克蘭危機的中國立場
《關於政治解決烏克蘭危機的中國立场》，是一份由中華人民共和國外交部在2023年2月24日發佈有關俄羅斯入侵烏克蘭的立場文件，發佈時間正值戰爭一週年。文件重申中華人民共和國領導人習近平關於戰爭的談話要點，但沒有提供具體的解決方案。
該文件列出12點聲明，儘管提出「尊重各國主權」，但始終以「烏克蘭危機」字眼形容戰爭，並未承認俄羅斯侵犯烏克蘭主權。西方政界、媒體和某些評論員認為文件用字偏袒俄羅斯，暗中指責西方，內容矛盾而且缺乏可信度，并且該文件对相关各国的行为没有实际约束力。而中華人民共和國外交部發言人汪文斌則反駁該文件老調重彈的說法，指相關人士以沒有事實依據的言論來抹黑中國，表示自烏克蘭危機爆發以來習近平都為解決問題指明正確方向，始終在致力於促進和談。
烏克蘭總統弗拉基米爾·澤連斯基在該文件公佈之前，表示「中國願意開始討論烏克蘭的和平」是好開始。但法新社引述一位不願透露姓名的烏克蘭高級官員，表示不滿中國在公佈文件之前，事前沒有與烏克蘭磋商內容。

## 背景
俄罗斯和乌克兰在2022年2月至3月曾进行了多次和平谈判。2022年9月，墨西哥总统洛佩斯·奥夫拉多尔提出争取交战双方停止敌对的和平建议，但遭到乌克兰拒绝。2022年10月，埃隆·马斯克在推特上提出了一个有争议的建议，认为乌克兰应该放弃加入北约的申请，并建议在联合国监督下就俄罗斯占领的领土举行新的全民投票。
在俄羅斯入侵烏克蘭之前，2022年2月4日，中華人民共和國宣稱與俄羅斯的關係「沒有上限」，同時未曾譴責俄羅斯入侵鄰國的行徑，批評西方向烏克蘭提供“防禦武器”，並稱美國助長俄烏戰爭，是烏克蘭危機的始作俑者。中國沒有參與對俄羅斯的經濟制裁，在聯合國譴責俄羅斯入侵行徑的投票中，中國未投下贊成票，其与俄羅斯关系被西方世界怀疑。美國一直懷疑中國暗中幫助俄羅斯，美國國務卿安東尼·布林肯聲稱中國即將向俄羅斯運送武器，他與中共中央政治局委員、中央外事辦主任王毅在2023年2月18日德國慕尼黑安全會議會晤時，布林肯警告王毅，如果中國向俄羅斯提供軍事支持或協助規避系統性制裁，將會產生「影響和後果」，而德國、法國及意大利外長也向王毅傳遞同樣的信息。王毅否認布林肯關於中國即將向俄羅斯運送武器的說法。
同日，王毅在慕尼黑安全會議向各國宣佈將公佈「全球安全倡議概念文件」。他表示中國沒有袖手旁觀，該立場文件是根據習近平制定的原則，用以找到俄羅斯入侵烏克蘭的政治解決方案。王毅指出除《聯合國憲章》的必要性原則，也要兼顧俄羅斯的安全利益。他聲稱俄烏雙方談判沒有成果，是「有些勢力」不讓談判成功，但沒有指明「有些勢力」為何。與會的西方國家官員均對中國的倡議表示審慎歡迎，但抱懷疑態度。而在場的烏克蘭外交部部長德米特羅·庫列巴表示期待收到文件，但不能立即下結論，並警告任何和平倡議都不應越過基輔劃定的「紅線」，「紅線」就是《聯合國憲章》中尊重領土完整原則。
2023年2月20日，《環球時報》報導指中共中央政治局委員王毅将訪問莫斯科，预期会促进和平谈判；俄羅斯外交部承認與中國談及「對烏克蘭危機根源的看法以及政治解決的途徑」，但否認具体磋商「中國和平計劃」。而在2023年2月23日，聯合國大會以141票贊成、7票反對、32國棄權通過一項要求入侵烏克蘭的俄羅斯軍隊立即撤出的呼籲，中國則在該投票投棄權票。2023年2月24日，俄羅斯入侵烏克蘭一週年，七大工業國組織領導人敦促各國不要在俄羅斯入侵烏克蘭週年向莫斯科提供援助，否則將面臨嚴重的代價，並申明對俄羅斯實施制裁與向基輔提供援助的承諾，雖然七國集團沒有點名具體國家，但分析人士認為可能是在警告中國。

## 內容
中華人民共和國外交部在該文件稱對話和談判是「解決烏克蘭危機的唯一途徑」，並呼籲各方支持莫斯科和基輔「相向而行」，盡快恢復直接對話。強調國際社會應為重啟談判創造條件、提供平台。此外，中方敦促不要火上澆油，防止烏克蘭危機進一步升級和失控，推動局勢緩和，直至戰火完全停息。文件說，必須保障所有國家的主權、獨立和領土完整。中方還呼籲「摒棄冷戰思維」，抵制集團對抗，兼顧各國合理安全利益和關切。還強調一國的安全不能通過損害他國的安全來確保。
中華人民共和國在該文件中再次呼籲避免核危機。北京指出不應發動核戰爭，並呼籲制止使用或威脅使用核武器，並防止核武器擴散。中國呼籲確保核電站和其他民用核設施的安全，防止因人為失誤造成核事故。此外，中方表示，堅決反對任何國家在任何情況下研製和使用生化武器。
關於烏克蘭人道危機，中方呼籲支持採取一切措施緩解該地區的危機。需要增加對「相關地區」的人道援助，並為平民從衝突地區撤離建立人道走廊。此外，強調了防止人道危機規模擴大的重要性，以及支持聯合國在向衝突地區提供人道援助方面的協調。該文件指出，衝突各方必須保護婦女、兒童和衝突的其他受害者。還強調，中方支持俄烏兩國交換戰俘，呼籲各方為此創造更加有利的條件。
中方在文件中再次呼籲，在烏克蘭危機背景下，確保生產鏈供應鏈穩定，防止世界經濟政治化、武器化。文本稱，北京指出防止危機影響能源、金融、食品貿易和運輸領域國際合作的重要性。此外，中方呼籲糧食出口，落實俄羅斯、土耳其、烏克蘭與聯合國簽署的關於通過黑海運輸糧食的協議。文件強調，中方反對單邊制裁。如前所述，他們不僅無法解決問題，而且還會製造新問題。該文件還包括一個關於衝突地區戰後重建的條款。中方呼籲國際社會採取適當行動，並表示也願為此提供幫助，發揮建設性作用。

## 各国官方或政界反應与评论
2023年2月24日，文件公佈後同日，俄新社記者在外交部例行記者會詢問中華人民共和國外交部發言人汪文斌是否願意為俄烏和談提供平台，以及法新社詢問中方認為戰爭是由哪一方發動和維持，汪文斌均沒有正面回答。而彭博社記者詢問汪文斌，中方接下來會採取什麼措施時，汪文斌表示中方提出烏克蘭人道局勢的倡議，又發表立場文件，已經代表中國有實際行動。
俄羅斯外交部表示「高度讚賞」中國為解決衝突做出貢獻的「真誠願望」，並補充說莫斯科願意通過政治和外交手段實現其所謂的特別軍事行動的目標，但首要承認乌克兰去军事化、新的領土現實和解除国际制裁等。克里姆林宫发言人德米特里·佩斯科夫表示，任何为和平解决问题而制定论点的尝试都是受欢迎的，俄罗斯亦非常关注中国盟友的计划，但该提案的细节需要仔细分析和考虑各方利益，这是一个非常漫长而紧张的过程。后来，佩斯科夫评论中国提出的「和平方案」是否能修正局势时表示，在当下的情况下，不存在向和平过渡的先决条件。因此，俄罗斯通过继续开展特别行动，直到实现自己的任务和目标。
乌克兰总统弗拉基米爾·泽连斯基在2023年2月24日的新聞發佈會称中方的有关建议给他的印象很模糊，有些内容表示赞同，但有些表示质疑。他在评论中國提出的文件指出，该计划只是中国的一个想法，而不是对当前局势的思考，虽然中国开始谈论乌克兰战争是件好事，但另一个问题是这些话背后的含义。泽伦斯基说，他支持中国的一些观点，例如支持乌克兰领土完整的论点。然而，其中一些提议需要与中国政府进行更多讨论。他表示有计划会晤习近平，並希望中国支持乌克兰，不要提供武器给俄罗斯。乌克兰总统办公室顾问米哈伊洛·波多利亚克在推特表示，中国对俄罗斯对乌克兰战争的建议并非「和平计划」，而是建议冻结战争，结果只是建立一条新的分界线。他指出，乌克兰的立场众所周知，就是要求俄罗斯军队撤出並恢復乌克兰1991年獨立時的边界。 乌克兰驻中国大使馆临时代表然娜·列什钦斯卡娅在文件发布后质疑中国的中立性，她表示作为一个自称中立的国家，那么中国应该与双方对话，但现在看到中国方面主要与俄罗斯对话，而不是与乌克兰对话。她补充说，目前沒看到中国支持乌克兰的努力，希望看到中国为结束战争更加积极地做更多事情。 人民公仆议会党团主席達維德·阿拉哈米亞在电视节目上批评中国人虽然说要尊重每个国家的主权，但没有说俄罗斯军队必须迅速从乌克兰撤走，并表示中国在2月23日联合国大会上对乌克兰决议案投了弃权票，暗示北京想配合俄罗斯版本的所谓“谈判”。乌克兰议会外交委员会主席亞歷山大·梅列日科表示，該文件是一種宣传，是空洞口号的大合集。乌克兰外交部长德米特罗·库列巴在联合国会议上表示，中国的和平计划中关于解除对俄罗斯制裁的条款对乌克兰来说是不可接受的，因为这对乌克兰是一个重要的工具，并点评这是一份有意思的文件，应该从头到尾研究该文件并得出结论。 乌克兰总统办公室Igor Zhovkva称乌克兰准备考虑所有的和平计划，但最终决定权必须在乌克兰手中。
美國國家安全顧問傑克·蘇利文接受《CNN》採訪時称「我對此的第一反應是，它可以止步於第一點，即尊重所有國家的主權。烏克蘭沒有攻擊俄羅斯。北約沒有攻擊俄羅斯。美國沒有攻擊俄羅斯。這是普京選擇發動的一場戰爭」。美國總統祖·拜登接受《美國廣播公司》採訪時表示，若該方案被接受實施，他沒看到任何對俄羅斯不利的地方，而且讓中國來協調俄烏戰爭，這本身就很不合理。他說「如果普京在為它鼓掌，那它有什麼好呢？我不是在開玩笑。我是非常認真的。」美國國務卿安東尼·布林肯称「任何能夠促進和平的提議都值得研究」。白宫发言人约翰·柯比针对中国领导人习近平即将访问莫斯科之前表示，美国反对中国要求乌克兰停火的呼吁，称这只会巩固俄罗斯的征服并让克里姆林宫准备新的攻势。约翰柯比表示，若现在实现停火，实际上是对俄罗斯征服的认可，届时俄罗斯就可以自由地使用停火协议，进一步巩固他们在乌克兰的阵地，重建、整修和更新他们的部队，这样俄罗斯就可以在他们选择的时间重新开始对乌克兰的攻击。美国认为这不是迈向公正持久和平的一步。 在习近平访问俄罗斯背景下，白宫发言人约翰·柯比表示，如果普习会结束后，发出任何休战的呼吁，那将是不可接受的。因为这等于认同了俄罗斯的侵略行动，等同于给普京更多时间，重新部署训练和维持状态，然后再择日尝试发动新的攻击。柯比强调，希望习近平能够致电泽连斯基总统并展开讨论，认为中国需要了解乌克兰的观点。
聯合國秘書長發言人斯特凡·杜加里克形容中國發佈的和平倡議是「重要貢獻」，並認為文中呼籲避免使用核武器格外重要。欧盟委员会主席乌尔苏拉·冯德莱恩对中国声明的中立立场持保留态度。她表示，中国的建议企图不能被视为中立，因为这不是一个和平计划，而是中俄的一个原则，必须在特定的背景下看待。在布鲁塞尔，欧盟委员会认为中国的计划是一个「政治倡议」，对国际法进行了有偏见的解释。欧盟外交政策发言人纳比拉·马萨里 (Nabila Massrali) 向媒体表示，中国的立场建立在对所谓的合法安全利益和各方关切的错误关注上，暗示为俄罗斯的非法入侵进行辩护，模糊了侵略者和被侵略者的角色。指出该立场文件也没有考虑到谁是侵略者，谁是非法、无理的侵略战争的受害者。歐盟駐中國大使庹堯誨称，「如果提案對於烏克蘭而言具有正面積極的意涵，那麼對於歐盟也將具有相同意義」，但不認同該文件是和平倡議，不過歐盟會深入探討。北大西洋公約組織秘書長延斯·斯托爾滕貝格表达对中国的建议持怀疑态度，表示中国还没有对俄罗斯入侵乌克兰的行动作出谴责，因此没有什么信誉，还提到了北京在入侵前几天与俄罗斯总统弗拉基米尔·普京签署的「无上限友好协议」。斯托尔滕贝格还表示，北约将密切关注中国的活动，有迹象表明北京可能正在计划并考虑向俄罗斯提供军事援助。
法国总统伊曼努爾·馬克龍认为中国参与和平努力是一件好事，不過他希望中國可以做更多的事情。他补充说，只有停止俄罗斯的侵略，撤出军队，尊重乌克兰及其人民的领土主权，和平才能实现。德国总统法蘭-禾特·施泰因邁爾怀疑中国是否是一个诚实的调停人，他表示中國如果想扮演一个建设性角色，那么中国政府不仅应该与俄罗斯对话，还应该与乌克兰对话，而且中国还必须在联合国明确指出俄罗斯是侵略者。德国联邦议会外交委员会主席迈克尔·罗特表示，他对中国宣布的和平倡议不抱希望，中国在俄烏战争中的立场不是中立的，而且在政治上和经济上支持俄罗斯。德国总理奥拉夫·朔爾茨则称赞中国谴责使用核武器。德国政府发言人沃尔夫冈·布赫纳（Wolfgang Buchner）表示，中国的计划包含许多要点，例如明确否认使用任何核武器，但缺少重要内容，首先就是俄罗斯军队撤出乌克兰。德国国防部长鲍里斯·皮斯托瑞斯对中国提出的乌克兰战争停火提议持怀疑态度，尤其是当听到有关中国可能计划向俄罗斯提供自杀式无人机并同时提出和平计划的报道，他建议根据行动而非言论来判断中国。
哈薩克外交部表示歡迎中國關於政治解決烏克蘭危機的立場，認為中國的提議「值得支持，因為有助阻止殺戮」，並強調除了完全根據國際法和《聯合國憲章》的原則和平解決這個問題之外，別無選擇。 匈牙利总理奧班·維克多对该和平计划表示支持。 白俄罗斯总统卢卡申科赞扬了中国的和平建议。 据分析，卢卡申科对被迫卷入乌克兰战争保持警惕，并可能试图通过支持中国已提出的和平计划来与俄罗斯取得平衡，抵御来自俄罗斯的参战压力。 柬埔寨首相洪森表示支持中国的和平建议。 台湾外交部长吳釗燮撰文痛批中国的俄乌和平计划。
西班牙首相佩德罗·桑切斯宣布在访问中国时会与中国领导人习近平会强调，任何和平协议必须由乌克兰人设定条件；并称为了结束乌克兰的战争，世界必须倾听中国的声音。访问结束后，桑切斯在北京举行的新闻发布会上表示，他告诉了习近平，西班牙支持乌克兰总统泽连斯基在11月提出的10点和平方案，当中包括要求将乌克兰领土恢复到俄罗斯2014年吞并克里米亚之前的现状，认为这是一项「为实现乌克兰公平和持久和平奠定基础」的计划。桑切斯也指出，他鼓励习近平与泽连斯基就该计划进行沟通。 立陶宛外交部长加布里埃柳斯·兰茨贝尔吉斯反对中国充当乌克兰问题调解人。兰茨贝尔吉斯表示，根据观察到的跡像显示，中俄两国正在企图调整到它们希望的世界秩序，而在这个秩序之中，乌克兰肯定将无法维持其全部主权。
巴西总统卢拉欢迎该和平建议。他提出与中国不同的想法，希望与拥有相同立场的国家组建一个集团，以结束在乌克兰的战争，并计划与乌克兰总统泽伦斯基讨论他的倡议。卢拉于2023年4月中旬对中国进行了访问，访问前一些分析家预期他将试图发起调解乌克兰战争的“和平俱乐部”（peace club）。在中国期间他重申了“和平俱乐部”的主张。访问结束时卢拉称：巴西与中国关系中的利益不仅仅是商业利益，而在建立一个新的地缘政治方面两国有共同利益，希望通过给联合国更多的代表权来改进全球治理。
2023年6月9日，南非總統在與中華人民共和國領導人習近平通電話時表示南非支持中方提出的关于政治解决乌克兰危机的立场文件，希望有关各方尽快恢复谈判。  中国和南非领导人在2023年金砖国家峰会上表示希望参与结束乌克兰战争的谈判。

## 国际评论

### 媒体
《紐約時報》2月24日文章形容該文件為「老調重彈」。3月22日该报发表昆西國家事務研究所特里达·帕西的署名文章称，习近平的方案是否会对结束俄罗斯对乌克兰的战争起作用，还有待观察。但正如一个更加稳定的中东，沙特人和伊朗人不再互相掐架，对美国有利一样，任何让俄罗斯和乌克兰坐到谈判桌前的努力也会对美国有利。  
《Meduza》在一篇专访认为中国的和平计划表现得非常务实，只同意乌克兰战争中对自己有利的東西，例如关于各国领土完整的观点就是对「一个中国政策」和台湾问题的不透明暗示，这实际上主要是关于中国利益，而不是关于乌克兰。 《CNN》認為該文件中使用的大部分字眼都是針對西方世界，例如「摒棄冷戰思維」字眼就毫不掩飾地批評美國。而且文中呼應莫斯科的觀點，即西方世界通過北約東擴挑起戰爭。其並批評美國和其他西方國家經濟制裁俄羅斯的舉措，形容為「單邊制裁」。 美联社将12点计划要点概括为呼吁停火与和谈、结束对俄罗斯的制裁，"谴责冷战思维"，以及保护战俘和平民，等等。由中国共产党习近平当局发布的这份提议试图重申中国在战争中的中立地位，并强调中国声称在这场冲突中充当调解人；这份文件没有直接提到俄罗斯或乌克兰，它呼应了俄罗斯关于西方政府应对2022年2月入侵负责的说法，并批评了对俄罗斯的制裁。。
《金融時報》引用政策研究人员的匿名文章认为，中方的要求有很多合理之处，但同时也存在着关键性的不足，这降低了对中国立场文件的接受度。另一篇由前解放军上校、清华大学研究人员的匿名文章认为，中国有关乌克兰的提议具有建设性，但强调乌克兰战争与中国无关 。由俄罗斯流亡观察家的文章认为，中国不太可能愿意或能够促成乌克兰战争的结束，这与沙特阿拉伯和伊朗不同，北京在这场冲突中不是中立的参与者。比起从中俄释出的亲密关系来看，这似乎比中国企图在乌克兰问题上达成和平倡议还遥遥无期。 《金融时报》2022年4月称，中国在2月发布了一份关于这场战争的12点文件，但它在西方被批评为没有谴责入侵行为，而且对北约的批评比对俄罗斯的批评更多。2023年3月，习近平对莫斯科进行了国事访问，但没有像许多人预期的那样立即给泽连斯基打电话，因此这种怀疑态度更加强烈。 
巴基斯坦《国民报》发表署名文章，认为中国为解决乌克兰-俄罗斯危机提出的“和平计划”是目前隧道尽头唯一的曙光；它为所有利益相关者提供了改变游戏规则、将世界从泥潭中解放出来的一个机会，一个获得双赢的途径。 阿联酋国家报发表“中国提出一个乌克兰和平计划，但为什么是现在？”的署名文章，表示中国政府似乎正在想方设法避免在乌克兰战争中被拖入与西方的冲突升级，因此，它把自己表现为俄罗斯与西方之间的一个可能的调解人。然而中国的倡议在西方和俄罗斯都将难以被接受。此倡议细节还很粗略，但北京似乎坚持（包括领土完整）的原则不太可能被俄罗斯人接受；中国提出的确保停火以换取北大西洋公约组织停止向乌克兰运送武器的建议在西方也将是一个不可行的方案，特别是在后者准备发动旨在击败俄罗斯的春季攻势的时候。 另一篇题为“中国发起的和平计划值得一试”署名文章，表示许多经历过无数争端的亚洲国家都可能支持这种和平尝试。
国会山报发表署名文章，认为北京呼吁“停止敌对行动”和“恢复和谈”更像是一种希望而不是计划。在中文里"危机"一词由两个字组成，分别代表 "危险 "和 "机遇"。北京准备做什么来创造条件和机会使谈判成为可能，值得进一步探究。 另一份署名文章则认为，中国错失了结束俄罗斯对乌克兰的入侵，作为提升其在全球范围内日渐衰落的道德权威的机会，反而表明自己无法履行其制止俄罗斯屠杀平民的责任，甚至成为了同谋。另一份署名文章宣称，中国对乌克兰的「和平计划」是对西方的「特洛伊木马」，旨在美国与其西欧盟友之间制造裂痕。 新闻网站California Globe发表署名评论称，中国的计划现在被看作是未来谈判的一个可信基础。 拜登政府允许一个心怀叵测的共产主义国家提出一个俄罗斯和乌克兰都认为是一个良好开端的和平计划，让美国看起来如此软弱，令人气愤。
《塞浦路斯邮报》专栏作者阿尔珀·阿里·里扎 (Alper Ali Riza) 撰文评论称，中国和全球南方采取中立立场，呼吁各国给和平一个机会，建议乌克兰最好给中国和平计划一个机会，不要相信西方会支持它到最后。 《欧亚时报》一篇专栏文章称，中国提出的促进平等适用国际法和拒绝双重标准的建议可能会在无意中确保台湾的安全。作者认为中国借机抵消美国的影响，在俄乌冲突中充当和平缔造者，并指出 "停止单边制裁 "的提议可能包括取消对台湾公民和产业的制裁。。法国《人道报》在世界版面刊登的一篇专访，表示对中国的乌克兰和平计划没有达到在新冷战的背景下恢复稳定的要求表示遗憾，认为如果中国采取更加平衡和有原则的立场，一方面批评美国和北约，另一方面明确批评俄罗斯，那么中国本可以在世界舆论中获得更大的空间和尊重。然而不幸的是，中国领导人被限制在新冷战的狭窄框架内。 德国政府机构主办的欧洲新闻聚合网站Eurotopics认为欧洲媒体对此文件的评论褒贬不一，意见分歧。
菲律宾马尼拉时报发表题为“更多领导人应该对乌克兰和平进程持开放态度”的社论，认为与其要求和谈前必须满足理想的先决条件，世界各国领导人应该采取小的渐进步骤。首先，让乌克兰和俄罗斯重新回到谈判桌前；第二，在会谈期间启动停火。谁知道接下来会发生什么，但即使不稳定的和平也会比继续战争及随之而来人民的痛苦要好。 泰国曼谷邮报发表署名文章，表示中国有关乌克兰问题的立场是与东南亚国家联盟一致的。 香港南华早报发表署名文章认为，首先全球南方的领导人应该呼吁立即停止冲突，并诚实地寻求公平和平衡的妥协。其次西方领导人需要认真考虑俄罗斯对NATO东扩的执着愤怒；他们最好认真关注中国的12点和平计划，而不是将其一概否定。 彭博新聞社发表署名文章称，在全球南方不少地区，中国领导人被视为和平缔造者，而许多西方领导人则被视为战争贩子。
《自由时报》评论，俄羅斯入侵烏克蘭一週年，即使身為同盟者的俄中兩國，即使以合作對抗西方國家為主，彼此也在相互算計而各懷鬼胎。戰爭爆發週年之際，中國早早宣佈要充當和事佬來調解，固然有為老大哥解圍的真意，更多卻只是為自己解套的動作，其草草提出12點建議，不但被美國斥責在協助俄羅斯，連普京也冷淡以對。 澳大利亚《金融评论》发表署名文章认为，中国的愿望是利用「和平计划」来挽救其国际形象和与欧盟成员国的关系，以及防止俄罗斯的失败，而且中国领导人还想在北约成员中挑拨离间，因为它意识到西方不会接受他们的提议。 《外交学者杂志》认为这份立场文件在言辞上没有提供任何新意，但它对中国在地缘政治舞台上自身定位提供了洞察。中国继续在支持俄罗斯和试图不恶化其与西方国家已经很紧张的关系之间走着微妙的路线；它不厌其烦地重复着北京在国际上总是表达的相同观点，包括尊重国家主权和国际法；最重要的是，它没有提出任何具体或实际冲突解决方案。该文件的主要目的似乎是为了安抚西方国家，抑制对中国不作为和继续支持普京的一些批评。。
《印度防务评论》发表一位退伍军官的署名文章称，“乌克兰-俄罗斯战争”说法是名不副实的，因为它实际上是美国领导的北约对俄罗斯的代理人战争，并且它想无休止地继续下去。这就是为什么拜登反对中国在化解乌克兰战争过程里扮演调解人的角色。《印度战略研究》发表一位退伍军官的署名文章称，在乌克兰战争爆发一年后，中国终于阐明了其在这场冲突中的立场。然而，那些期待乌克兰和平路线图的人肯定会失望，它重申北京对联合国宪章和国家领土完整的支持，但同时谴责单边制裁，并批评以美国为首的军事联盟的扩张。中国立场文件的作者没有调解和平这样的野心，当然也不打算让北京深深卷入这场冲突。这份文件旨在反驳西方关于中国一直是俄罗斯的无声帮凶的指控，并试图在发展中国家眼中提升其作为负责任的世界大国的形象。 印度《前线》杂志认为，中国和平建议似乎取得一些渐进的进展。中国对克里姆林宫影响力最大，处于可以发挥调解人作用的位置。
美国记者杰里米·斯卡希尔在他所参与创建的在线杂志The Intercept上发表文章称，拜登政府本来应该把通过谈判结束战争作为首要任务。中国最近表示更愿意发挥直接作用。这按说是一个在国家间进行重大重启的机会。但这不会发生，因为我们在美国缺乏有这种大胆远见的领导人，缺乏愿意从惯常帝国姿态中转变出来的领导人。 南非《商業日報》发表署名文章认为，考虑到乌克兰冲突的全球影响，到目前为止外交解决对所有人来说都会是最好的结果。
《日经新闻》一篇文章认为，中国突如其来的「和平建议」背后，很可能是中国军事专家预测战争将在今年夏天结束。文章将中国立场的突然转变与中国人民解放军军事科学院（AMS）的一份报告联系起来。AMS完成了对乌克兰冲突的模拟结果得出战争将在2023年夏季左右结束，俄罗斯将占据优势，俄罗斯和乌克兰的经济都将疲惫不堪，无法在夏季继续战争。结果可能偏向于有利于俄罗斯的一方，以取悦中国亲莫斯科的领导层。但巧合的是，美国去年12月通过的450亿美元援助计划也在夏季到期。而和平计划中包含了经济复苏的条款，表明中国目标是与乌克兰保持友好关系，并希望在实现停火方面发挥主导作用。
《华尔街日报》2023年3月引述美国退休外交官傅立民称，中国成功调解伊朗-沙特阿拉伯关系，表明我们条件反射式地否定中国在乌克兰和平进程中的潜在作用是错误的。 另一篇分析称，美国试图阻挡中国有关乌克兰停火的呼吁，因为该计划被视为是只对俄罗斯有利的片面提议。 法新社引述中国人民大学学者王义桅观点，即由于中国对莫斯科影响力“有限”及美国对基辅的支持，要想平息乌克兰的枪声，将比调解沙特和伊朗的交易“更难”。但北京可以帮助实现“类似于朝鲜战争后期停战协议”方式的停火，而将领土主权问题的解决推迟到未来。
《今日以色列報》发表署名文章认为，中国的和平计划虽然不是一个详细路线图，但正如普京总统所承认的那样，它是一个讨论的起点。虽然一些西方分析家声称，中国希望维护俄罗斯在冲突中的地位，担心出现一个由美国掌舵的单极世界，但显然中国对促进多极世界秩序有着更广泛的兴趣。无论如何，这些担忧并不能成为否定中国作为调解人在解决一场具有全球影响的危机中所发挥关键作用的理由。
法学家一篇由乌克兰法律系学生Yulii Kozub投稿的文章称，中国的和平计划表达的更多是姿态而非进展。虽然北约和美国批评此计划对俄罗斯有利，但由于中国在俄罗斯和乌克兰的利益，中国可能有兴趣在冲突中充当调解人。该计划措辞的模糊性不太可能导致任何一方对此计划的进一步实施，而各方的反应对今后局势发展起着重要作用。 黎巴嫩广场电视台发表署名文章认为，中国的12点和平建议与卢拉的和平俱乐部愿望相一致，其推进对于保护巴西和中国等国家免受持久战争的影响至关重要。
据彭博通讯社报道，2023年埃马纽埃尔·马克龙访问中华人民共和国之后，两国仍然就乌克兰和平计划问题不断进行磋商。推特拥有者马斯克对此表示赞赏。
华尔街日报称， 该报2023年5月一篇分析认为，鼓励谈判和寻求中国在谈判中发挥作用的意愿代表了西方（特别是美国）思维近来的转变，并引述布鲁金斯学会学者菲奥娜·希尔称，西方领导人现在正慢慢走向一个共識，即停止冲突可能是最佳选择。 另一篇引述分析人士称，在预期的乌克兰反攻结束之前几乎不可能有任何实质和谈，但与此同时，中国政府可能会寻求推动乌克兰支持者接受最终通过谈判结束战斗。 美国之音称在短短几个月内，美国官员已经从公开警告北京不要以物质支持俄罗斯在乌克兰的战争转向承认中国在促成和平谈判中可以发挥作用。 美联社引述延世大学国际关系学者鲁乐汉的评论称，中国自身利益恰好与结束战争相一致。但如果中国认真地试图帮助结束长达14个月的战争，目前面临最大的障碍是：乌克兰和俄罗斯都没有做出停止战斗的准备。
英国《卫报》发表署名文章提到，中国人在12点和平建议明确强调只有通过谈判"最终达成全面停火"，才能恢复乌克兰的和平。尽管有老生常谈，但北京并不主张将目前的战线冻结为新边界的停火（这种安排将使乌克兰的大片领土落入俄罗斯手中），而是主张开始一个政治进程，最终导致战斗的永久停止。中国将自己定位为乌克兰外交解决方案中间人的谨慎举动，不应该被轻易否定。习近平与泽伦斯基的通话，以及基辅和莫斯科对它的积极反应，至少可以激发人们对结束战争方式的創意思維。否则死亡和破坏将无限期地拖延下去。

### 智库与专家
波兰国际事务研究所（PISM）中国问题专家诗丽娜认为，北京低估了它对俄乌战争的立场对中东欧国家所造成的冲击。它试图在乌克兰战争中表现出中立，但对于一些中东欧国家来说，中国并没有明确谴责俄罗斯，与俄罗斯的「无上限关系」仍然令他们失望。 墨卡托中国研究所所长胡谧空（Mikko Huotari）表示，从理论上讲，可以想象该计划是一个构想，是中国对政治解决冲突的立场，但它决不是一个全面的和平计划或类似的东西，在许多方面，它最终是对俄罗斯立场的一种暗中支持的倡议。而且在许多地方，尽管对所支持的内容做了一些有益的提议，例如不应使用核武器之类的，但也明确指出，这些提议最终也要确保俄罗斯的利益。他也向《今日新闻24》解释，中国提到的领土完整，实际目标是台湾问题，中国的利益在计划里被放在首位，乌克兰的领土完整、主权不是最终目的。按照北京的观点，这必须与俄罗斯的合法安全利益进行权衡。 乌克兰武装部队退役上校谢尔希·格拉布斯基（Serhiy Grabsky）则认为不必对此夸大中国的用处。在他看来，中国实际上正在玩弄削弱俄罗斯的游戏，因为俄罗斯打赢仗变强对中国没有好处。他指出，中国实际上已经是乌克兰战争的参与者，因两军使用的无人机95%都是中国制造的，制服、防弹衣、头盔等装备都来自中国，以满足两军的需要，只是因为在国际压力下没有提供致命性武器给俄罗斯。
美国作者伊恩·布藍默在《GZERO Media》撰文中谈及「俄罗斯衰弱和不确定的乌克兰」的观点中，认为北约在乌俄战争显示出的软弱性让俄罗斯人和乌克兰人意识到这一点，此外也包括中国。对此，中国提出12点和平计划，但有趣的一点是，如果不知道该计划来自中国，可以印度人写，巴西人写，南非人也可以写。他指出，这是中国人精心准备的，以描述反映世界上大多数人的总体观点，就是几乎整个发展中国家都支持乌克兰的领土完整，而俄罗斯人显然不支持，不希望看到使用核武器，使用大规模毁灭性武器，但也希望结束制裁，并希望停火，这就是所谓的全球南方的立场，而中国基本上首先做到了这一点。他在《時代雜誌》的撰文评论，中国的乌克兰和平计划可能会产生危险的后果。他指出中国凭借着结束乌克兰战争的12点计划，向国际政治中心舞台迈出了重要一步。前者过去避免在与中国国家安全不直接相关的外交政策问题上发挥领导作用所带来的风险和责任。但在习近平已经在国内巩固了巨大的权力，他准备以新的方式维护他的国家的影响力。然而，直接干预俄罗斯对乌克兰的战争对中国、美国和欧洲的关系以及整个全球经济都充满了风险。
新加坡南洋理工大学中国外交政策与国际安全教授李明江表示，该政策的基调和基本信息相当亲俄，称北京的这个建议只是「中国方面一次公关尝试」，但他认为这一做法不会改善中国作为一个诚实的调解人的可信度。 上海市公共政策研究会会长胡伟评论，中國外交部發表一份關於政治解決烏克蘭危機的立場文件，文中第10點提出「停止單邊制裁」，針對性是不言而喻的，那些贊成對俄羅斯進行制裁的國家顯然不會接受這份文件，烏克蘭當然更不會同意，問題是连俄羅斯也稱這個文件不代表俄方立場。胡偉称，“目前無論戰場主動權還是道義制高點均在烏克蘭手中”，中國在此情況下呼籲和談，沒有任何現實基礎；中國這份文件的發布，不會對於解決戰爭帶來實質影響，卻将深运影响中國自身在未來的國際社會立足，在俄烏戰爭的結局已經日益明朗的情勢下，中國的確是進退維谷，幾乎沒有多少迴旋空間。 新加坡国立大学与悉尼大学研究中国国防和外交政策的林大伟（Lim Tai Wei）与袁京东（Yuan Jingdong）著文表示，中国扮演和平使者的部分动机是想拉拢欧洲。中国也有结束战争的动机，尽管在许多国家对莫斯科实施制裁下，中国可以廉价获得俄罗斯石油和商品，但乌克兰战争在其他领域影响了中国，例如粮食安全。与此同时，由于美国和西方对俄罗斯的制裁，中国公司通常会进行的许多经济活动现已暂停或完全取消，这些都意味着，如果战争继续延长将影响中国的经济。这就是为什么中国一直试图支持其和平建议。 澳大利亚国立大学中国与世界研究中心的学者Xiaoli Guo表示，对中国来说扮演调解人角色可能是一场高风险的赌博。俄罗斯和乌克兰都持有根深蒂固的立场，而且缺少对话的必要条件：真正的谈判承诺和停火。虽然习近平关于“对话和谈判是唯一可行的出路”的说法有一定合理性，但这与美国决定支持其盟友训练乌克兰部队操作F-16战斗机等做法形成鲜明对比。美国允许向乌克兰提供西方战机的举动可能会激化冲突，使北京的调解努力徒劳无功，给中国作为和平调解人的形象蒙上阴影。虽然调解努力的结果仍不确定，但中国在解决俄乌冲突中的作用能否成功取决于其外交能力和全球政治的动态；中国调解的实际影响和效果最终将根据其迅速和平解决冲突的能力来评估。
卡内基国际和平基金会的亚历山大·加布耶夫（Alexander Gabuyev）认为中国的模糊计划不是为了真正结束战争，而是为了给发展中国家留下深刻印象，反驳关于北京已成为莫斯科沉默帮凶的指责。该12点文件概述其对乌克兰战争的立场，提出政治解决冲突的建议，同时避免了对俄罗斯的批评。这份文件是对最近西方指责中国在冲突中站在俄罗斯一边的回应：它重申了北京对《联合国宪章》和国家领土完整的支持，批评了美国领导的军事联盟的扩张，并谴责了单边制裁。 。 卡内基国际和平基金会另一位分析师在亞洲時報在線发表文章称，中国的建议目前似乎不太可能获得任何重大实际推动。然而，出现 "长期战争 "的情景下，和平呼声在全球舆论界将变得越来越有吸引力。战场上的发展可能会使所有理论分析和应急计划失效。然而，过早排除美国在乌克兰-俄罗斯谈判中发挥作用的可能性会导致让其最大对手来制定结束战争议程的风险。 美国对外关系委员会主席理查德·哈斯及资深学者查尔斯·库普乾在《外交》杂志发表文章称，现在是为乌克兰战争准备一个B计划的时候了。鉴于战争的可能轨迹，美国及其合作伙伴现在需要开始制定一个外交终局。华盛顿应该开始与欧洲盟友和基辅就今年晚些时候启动的外交倡议进行磋商。根据这一构想，乌克兰的西方支持者将在乌克兰即将到来的攻势达到极限时提议停火。理想情况下，乌克兰和俄罗斯都将从新的接触线上撤出其军队和重型武器，有效地建立一个非军事区，由一个中立的组织（联合国或欧洲安全与合作组织）派观察员监督停火和撤军的执行。西方应该与其他有影响力的国家接触，包括中国和印度，以支持停火建议。
法国国际关系研究所研究员马克·朱利安认为，中国还没有提出任何具体的建议。虽然中国公布了一项和平计划，但就目前而言，中国的既得利益是尽可能地置身于冲突之外。中国拥有与莫斯科和基辅进行讨论的所有杠杆，但问题不在于它有没有能力，而在于它缺乏意愿。 法国国防和军事战略问题专家兼名誉退役上校 皮埃尔·塞文特 认为，中国希望在这场战争中扮演调解人的角色，是因为对俄罗斯的行为「感到非常尴尬」。首先是莫斯科正在经历「许多失败」，其次是中国无法「说服普京采取行动」。他解释说，北京希望进入「谈判阶段」，是因为中国更喜欢软实力战略，特别是通过经济手段。 蒙田研究所亚洲顾问顧德明认为，结束乌克兰战争靠中国政府推出的和平方案是不可能的，这一和平方案仅仅反映了中国想占据世界主导地位的野心。他指出，和平方案中唯一细节谈到了拒绝使用核武器，拒绝攻击民用核电站，拒绝使用其他大规模杀伤性武器。但如果拒绝使用核武器确实对俄罗斯提出警告的话，中方从没有提到俄罗斯占领和轰炸扎波罗热核电站，而且中国的宣传反而指责美国在乌克兰维持化学和生物武器实验室。 纽约市立大选研究生中心政治学教授夏明点评，中国提出的十二点声明其实是非常的虚伪，也是非常的圆滑。中国想各方讨好，而完全没有一个自己的根本立场，没有坚守所谓的正义、跟不正义的这么一个基本的区别。最后当然，中国想从中完全最大化自己的利益，而没有想到乌克兰的牺牲，也没有想到世界和平遭到的威胁等等。 
昆西國家事務研究所的阿納托·李文认为，由于印度与俄罗斯和美国都保持了较为密切的关系，由印度出面调解、寻找乌克兰战争外交解决方案更有希望，虽然在双方打累之前近期难以成功。 该智库一篇署名文章表示，经济实力最弱的国家也是最渴望看到战争结束的国家；通过公开呼吁和谈，美国也可以削弱中国为唯一致力和平大国的说法。 剑桥大学发起的“乌克兰和平解决项目”表示，中国最近的立场文件尚不是真正的和平计划，没有承认“俄罗斯对乌克兰主权的侵犯”，因此未能解决有关领土和撤军等关键问题的细节，但它为各方找到谈判途径带来一丝希望，可能表明更多国家愿意在冲突的第二年参与和平进程。
国际危机组织发表署名文章，认为中国提出的十二点声明主要是对以往立场的重申，平衡了有利于乌克兰的内容和符合俄罗斯利益的其他内容，其后对和谈尚无具体推动措施。目前全球南方对如何在乌克兰进行和平谈判没有统一的看法，对和平协议的内容没有达成一致，在联合国也没有为俄罗斯和乌克兰提出令人信服的和平建议，可悲原因或许是因为可信的建立和平努力的条件还不具备。 而美国外交官丹尼爾·羅素就中国参与调解伊朗－沙烏地阿拉伯關係发表评论，认为中国参与斡旋这一交易可能对华盛顿产生 "重大影响"，并有可能成为在俄罗斯和乌克兰之间发挥更大调解作用的前奏。
約翰·加爾通创建的挪威非政府组织超越：和平与发展研究中心认为，中国所提出的12点计划表明习近平有积极参加和平努力的意愿。虽然12点和平计划并不完整，但它确实提出了一般原则，可以作为一个有用的框架。当中国在沙特和伊朗恢复关系中发挥积极调解作用之后，全世界对中国的调解才能有了更多认可。中国可能是唯一有能力在和平方向上影响俄罗斯政策制定者的国家。 非政府组织寻找共同点创始人John Marks著文表示，俄罗斯极不可能接受来自美国的和平倡议，因为它将美国视为其主要敌人，这就是为什么中国的参与会如此重要。经过一年多的战争，显然需要新的应对乌克兰战争的方法。世界已经没有空间和休整能力允许浪费更多人类生命和资源的冲突了。在乌克兰实现和平有其现实和道德上的必要性：美国和中国应尽最大努力来实现和平。 美国非政府组织粉色代碼2023年3月初发起致美国总统乔·拜登公开信签名活动，要求美国与中国一起促进乌克兰的和平。
布鲁金斯学会两位研究人员（包括欧汉龙）在国会山报发表文章，注意到中国关于乌克兰的立场文件被批评为未要求撤出所有俄罗斯军队并恢复乌克兰的边界。但该文件也没有排除这些步骤，而且中国坚持所有国家的主权和领土完整都应得到维护，这为北京支持完全恢复乌克兰领土留下了可能性。他们认为“中国利益与我们利益的重叠不应该被忽视，应该作为与北京合作以帮助结束这场战争的基线”。 欧汉龙在一篇研究报告内表示，最近西方重要官员对中国有关乌克兰和平建议的反应过于条件反射和一概否定。该建议不是结束战争的灵丹妙药，但其反对使用核武器和坚持国家主权在世界事务的重要性，与美国利益或立场并不矛盾；然而几位西方领导人对中国建议的评论迅速而不容置疑，对北京的想法进行了令人惊奇的谴责。 斯坦福大学胡佛研究所的斯蒂芬·考特金认为，由中国及美国主导的停火将是结束乌克兰战争最理想的方式。
伯明翰大学国际安全教授史蒂芬·沃尔夫2023年2月著文称，中国的12点建议是一项旨在结束敌对行动的粗略计划。北京在和平计划中呼吁放弃 “冷战思维”，还要求“所有国家的合法安全利益和关切必须得到认真对待和妥善解决”。该计划还强调，“各方都应反对以牺牲他人安全为代价来追求自己的安全”。但有趣的是，中国也承认，“恢复谈判的条件和平台”还没有创造出来。北京提出“在这方面发挥建设性的作用”。如果中国决定利用其对俄罗斯越来越大的影响力，推动普京进行有意义的谈判，这有可能在未来创造一个机会。中国是否、何时以及如何做到这一点，将取决于北京在欧洲安全的未来中所看到的自己的角色。中国的计划表明，中国有野心发挥更大、更关键作用，而现阶段的模糊性也许更反映了中国自身对此的不确定性。 他认为，尽管近期其他和平努力遭遇挫折，中国和平计划仍在酝酿进行之中。西方领导人对该计划并不特别热心，但也没有断然拒绝。虽然有种种问题，冲突双方开始谈判结束战争的背景压力将继续增加。真正的压力将不得不来自于更强大的参与者，其中关键是中国，以及包括印度和巴西在内的其他金砖国家。在这种情况下，中国和西方之间关系稳定是至关重要的。这也意味着在俄罗斯和乌克兰的任何实际和平谈判中，中国和西方未来合作的大门并没有关闭。 英国国际关系学者Christopher Phillips撰文指出，大多数观察家认为，到目前为止中国是最有条件在莫斯科和基辅之间促成最终交易的国家。最终解决乌克兰危机很可能需要中国的调解，因此目前对北京采取更谨慎、减少对抗的做法可能更有意义。
德国知名人士彼得·勃兰特、哈友·冯克、哈拉尔德·库雅特、霍斯特·特尔奇克等发表题为“以谈判和平结束战争”的呼吁，文中指出中国有关乌克兰问题的立场文件为恢复“和谈”提供了合理的方式。 智囊机构德国马歇尔基金会2024年7月发表署名文章认为：中国的立场文件与2024年6月烏克蘭和平峰會公报在维护国际法、尊重国家主权等方面有不少一致的地方；乌克兰应积极与中国合作，力图细化、改进该和平计划，借之以推动乌克兰利益及和平谈判中的诉求。

## 後續發展
就2025年8月15日特朗普与普京举行的俄美峰会，中国外交部8月18日表示，希望乌克兰危机的所有相关方都能参与旨在达成各方均可接受的持久和平协议的谈判；北京支持为和平解决乌克兰危机所作的一切努力。